# شيمون هاروش
شيمون هاروش (بالعبرية: שמעון הרוש‏) هو لاعب كرة قدم إسرائيلي في مركز الدفاع، ولد في 20 فبراير 1987 في كريات موصقين في إسرائيل. لعب مع اتحاد أبناء سخنين ومكابي أخاء الناصرة ومكابي نتانيا ونادي هبوعيل بئر السبع وهابوعيل تل أبيب وهبوعيل حيفا.

## وصلات خارجية
- شيمون هاروش على موقع قاعدة بيانات كرة القدم.إي يو (الإنجليزية)
- شيمون هاروش على موقع Soccerway.com (الإنجليزية)